# U-649
U-649 – niemiecki okręt podwodny (U-Boot) typu VII C z okresu II wojny światowej. Okręt wszedł do służby w 1942 roku. Jedynym dowódcą był Oblt. Raimund Tiesler.

## Historia
Okręt włączony do 5. Flotylli U-Bootów w ramach szkolenia.
U-649 zatonął 24 lutego 1943 roku na Morzu Bałtyckim na północ od Łeby po kolizji z U-232. Zginęło 35 członków załogi U-Boota, 11 uratowano. Po wypadku Oblt. Tiesler objął dowództwo U-976.
2 sierpnia 2020 odnaleziono wrak okrętu na wysokości Łeby 35 Mm od brzegu na głębokości 72 m.